# شنل (فیلم ۱۹۵۹)
«شنل» (روسی: Шинель) فیلمی از آلکسی باتالوف محصول سال ۱۹۵۹ شوروی است که بر پایه داستان شنل نیکلای گوگول ساخته شد.